# Österreichische Luftgewehrbundesliga
Die ÖSB Luftgewehr-Bundesliga ist die höchste österreichische Klasse der Sportschützen für das Mannschaftsschießen mit dem Luftgewehr.
Seit Herbst 2010 veranstaltet der Österreichische Schützenbund für den Wettbewerb Luftgewehr die Bundesliga. In dieser erfolgen Vorkämpfe in den Gruppen West, Mitte und Ost, wobei sich die jeweils besten vier Teams einer Gruppe für das Finale qualifizieren. Dort wird dann im K.-o.-System bis zur Meisterschaft gekämpft. Der Sieger der Bundesliga ist gleichzeitig auch Österreichischer Mannschaftsmeister. Durchgeführt werden die Wettkämpfe jeweils von Oktober bis April.
Eine Mannschaft besteht aus vier Schützen.

## Schießen
Es wird auf eine 10 Meter entfernte Schießscheibe geschossen, deren Mittelpunkt (10 Ringe) einen Durchmesser von 0,5 Millimeter hat. Die folgenden Ringe haben einen Abstand von jeweils 2,5 Millimeter. Ziel ist es, die Scheibe möglichst im Mittelpunkt zu treffen. Es wird stehend freihändig geschossen, wobei der Schütze völlig frei (ohne Anlehnung und künstliche Stützen) stehen muss. Es werden Luftdruckgewehre und CO2-Gewehre Kaliber 4,5 mm und einem Höchstgewicht von 5,5 kg und maximal 7,5 Joule Mündungsenergie verwendet (Einzelheiten werden im Artikel Luftgewehr beschrieben).

## Österreichischer Meister seit Beginn der Bundesliga
- 2010/11 Söller Sportschützen[1]
- 2011/12 SG Zell/Ziller[2]
- 2012/13 SG Zell/Ziller[3]
- 2013/14 Söller Sportschützen[4]
- 2021/2022 ASKÖ Bad Goisern
- 2022/2023 ASKÖ Bad Goisern